# Valle Agricola
 Valle Agricola  község (comune) Olaszország Campania régiójában, Caserta megyében.

## Fekvése
A megye északkeleti részén fekszik, Nápolytól 60 km-re északra, Caserta városától 40 km-re északi irányban. Határai: Letino, Prata Sannita, Raviscanina, San Gregorio Matese és Sant’Angelo d’Alife.

## Története
A település eredetéről pontos adatok nincsenek. Valószínűleg a szamniszok alapították. Első említése a longobárd időkből származik. A következő századokban nemesi birtok volt. A 19. században nyerte el önállóságát, amikor a Nápolyi Királyságban felszámolták a feudalizmust.

## Népessége
A népesség számának alakulása:

## Főbb látnivalói
- Santa Croce-templom
- San Sebastiano-templom